# Rhapsodie für Altsaxophon und Orchester (Debussy)

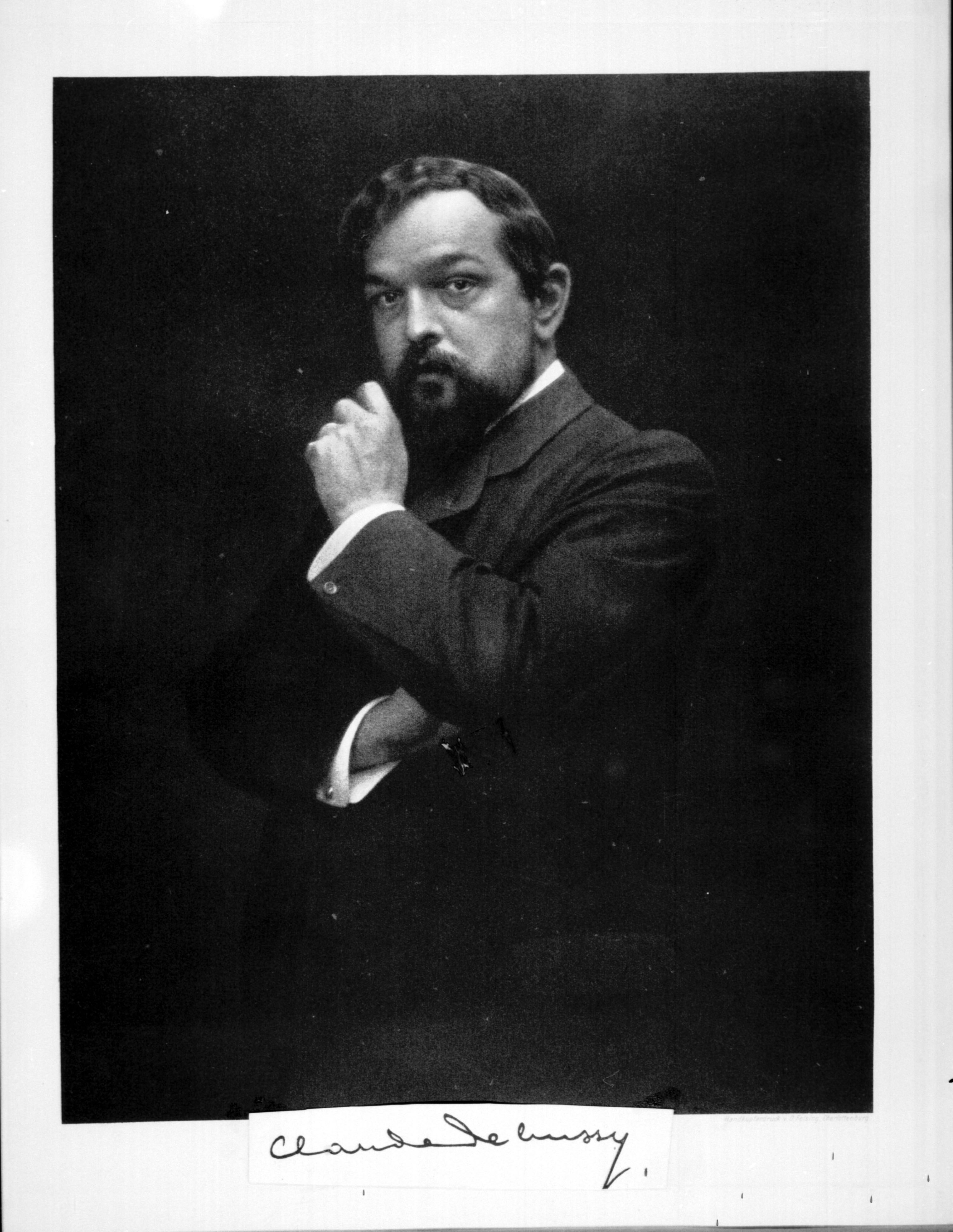
Claude Debussy, 1908, Fotografie Studio Otto

Die Rhapsodie für Altsaxophon und Orchester (im Originaltitel „Rapsodie pour orchestre et saxophone“) des französischen Komponisten Claude Debussy (1857–1918) wurde erst nach dessen Tod von Jean Roger-Ducasse in eine aufführungsreife Fassung gebracht, die 1919 uraufgeführt wurde.

## Entstehung, Uraufführung und Rezeption

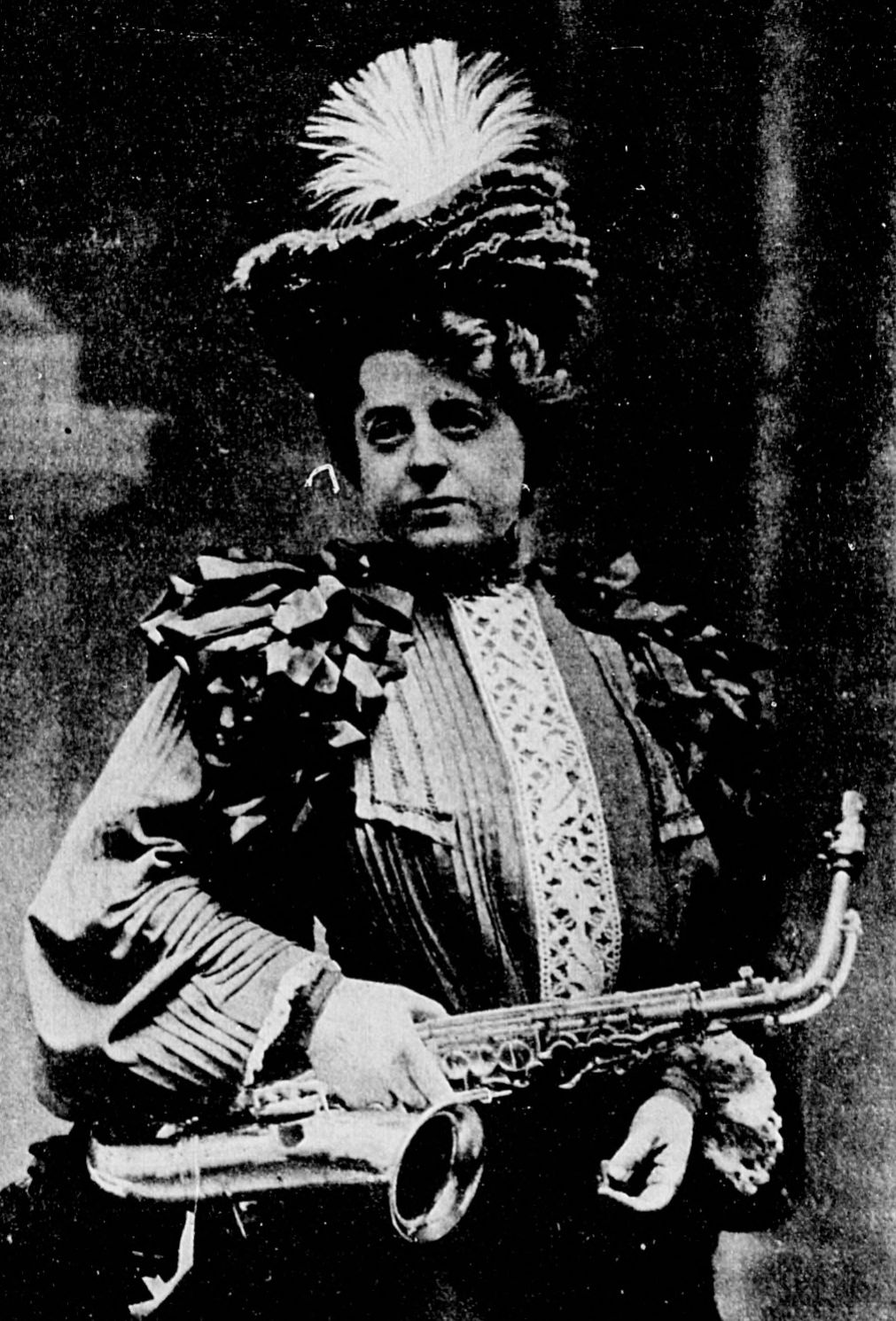
Elise Hall, 1905

1901 bat die in Boston lebende Saxophonistin Elise Hall neben anderen Komponisten auch Claude Debussy um ein Werk für ihr Instrument. Debussy nahm den im Voraus bezahlten Auftrag an, ob er aber schon 1901 tatsächlich mit der Komposition begann, ist unklar. Jedenfalls kam die Arbeit an dem Solowerk für ein ihm wenig vertrautes Instrument so schleppend voran, dass er 1903 der Auftraggeberin ersatzweise ein Geschenkexemplar seiner Oper Pelléas et Mélisande zukommen ließ. Einem Freund schrieb er 1903: „Das Saxophon ist ein Rohrblatt-Tier, dessen Gewohnheiten ich kaum kenne […]“. Im gleichen Jahr schrieb er dem als Vermittler und zugleich als Lehrer von Elise Hall fungierenden Oboisten des Bostoner Sinfonieorchesters, Georges Longy: „Mir fehlen eigentlich nur noch gut fünfzig Takte.“
Andere schriftliche Äußerungen Debussys zeugen von der mehrfachen Änderung des Werktitels, von „Rapsodie orientale“ über „Fantaisie pour saxophone-alto-enmi-bémol“ nach „Rhapsodie arabe“ hin zu „Rhapsodie mauresque pour orchestre et saxophone principal“. Die Komposition war im Sommer 1903 so weit gediehen, dass Debussy am 18. August 1903 einen Vertrag mit dem Verleger Durand schloss. Andere Arbeiten, etwa an La Mer, ließen das Werk aber wieder in den Hintergrund treten, wenngleich Elise Hall und Longy noch mehrfach anfragten.
Nachdem Debussy 1909 Mitglied des Direktoriums des Pariser Konservatoriums geworden war, komponierte er im Winter 1909/1910 im Auftrag des Direktors Gabriel Fauré für die Aufnahmeprüfungen im Fach Klarinette die Première Rhapsodie für Klarinette und Klavier, die er nach der Uraufführung durch Prosper Mimart 1911 auch orchestrierte. Die eigentlich zuvor begonnene Rhapsodie für Saxophon, die diesem Stück wohl die Bezeichnung als „erste“ gab, erreichte zu Debussys Lebzeiten kein druckfertiges Stadium.
Nach Debussys Tod erstellte der befreundete Komponist Jean Roger-Ducasse sowohl eine Fassung mit Klavier wie auch mit Orchester, wobei er auf Instrumentierungsangaben im hinterlassenen Particell Debussys zurückgreifen konnte. Auch wenn die Reprise dort nur skizziert ist, sind Debussys Intentionen für den gesamten Werkverlauf weitestgehend ersichtlich. Im Januar 1919 veröffentlichte Durand das Werk unter dem Titel „Rapsodie pour orchestre et saxophone“. Am 14. Mai 1919 erfolgte die Uraufführung unter Leitung von André Caplet in der Pariser Salle Gaveau, gespielt vom Orchester der Société nationale de musique. Solist war entweder Pierre Mayeur oder Yves Mayeur. Debussys Originalmanuskript ging an die Auftraggeberin, die – zu diesem Zeitpunkt nahezu ertaubt – das Werk jedoch nicht mehr aufführen konnte. Das mit „1901 = 1908“ datierte Manuskript wird in der Bibliothek des New England Conservatory of Music aufbewahrt.
Die unvollständige Partitur eines dem Auftrag offenbar wenig zugeneigten Komponisten, von dem zudem abschätzige Äußerungen über die Auftraggeberin überliefert sind, wie auch zeitgenössische Beurteilungen über eine musikalisch-instrumentatorisch als nicht überzeugend empfundene Umsetzung führten einerseits zur jahrzehntelangen Vernachlässigung im Konzertbetrieb, andererseits zu Neuinstrumentierungen; die erste erstellte 1935 Ernest Ansermet für den Saxophonisten Sigurd Raschèr.
Das mittlerweile jedoch zum Saxophon-Standardrepertoire zählende Werk trägt die Nummer CD 104 im Verzeichnis François Lesures von 2001, in dessen früherem Werkverzeichnis von 1977 trug es die Nummer L. 98.

## Besetzung und Charakterisierung
Neben dem solistischen Altsaxophon in Es sieht die Partitur im Arrangement von Roger-Ducasse folgende Orchesterbesetzung vor:
3 Flöten, 2 Oboen, Englischhorn, 2 Klarinetten in B, 2 Fagotte, 4 Hörner in F, 2 Trompeten in C, 3 Posaunen, Tuba, Pauken, Schlagwerk (Triangel, Tamburin, Becken), Harfe und Streicher.
Die Aufführungsdauer der Rhapsodie beträgt etwa 10 Minuten. Das Werk ist einsätzig und – wie auch die mehrfach wechselnden Werktitel andeuten – von deutlich spanischem bzw. „maurischem“ Kolorit. Das Werk ist weniger ein Virtuosenstück für das Saxophon, sondern nutzt es vielmehr als zusätzliche Farbe, die häufig in das Orchester eingebettet ist (vgl. auch die Titelreihenfolge „… pour orchestre et saxophone“).
In der von Streichern und Hörnern getragenen Introduktion (Très modéré, 2/4-Takt) tritt im 14. Takt das Saxophon mit einer von Triolen geprägten Melodie hinzu. Das nachfolgende Allegretto scherzando beginnt mit einem Tanzrhythmus im 6/8-Takt. Der sich verdichtende Orchestersatz mündet in ein unisono-Thema der Streicher, das vom Soloinstrument aufgegriffen wird. Nach einer Wiederaufnahme des Tanzrhythmus endet das Werk mit einer kurzen Coda. Teile des motivischen Materials der Rhapsodie erinnern an das etwa zeitgleich entstandene Orchesterwerk „La Mer“.